# Sauver l'amour
Albums de Daniel Balavoine
Balavoine au Palais des sports
(1984) Ses 7 premières compositions
(1986)
Singles
1. L'Aziza
Sortie : 14 octobre 1985
2. Sauver l'amour
Sortie : 18 mars 1986
3. Aimer est plus fort que d'être aimé
Sortie : 11 octobre 1986[5]

Sauver l'amour est le huitième et dernier album studio de Daniel Balavoine, sorti en octobre 1985. Il s'agit également de son plus grand succès commercial vendu à plus de 1 200 000 exemplaires.

## Historique
Le chanteur décède trois mois après la sortie de l'album, lors d'un accident d'hélicoptère sur le parcours du Paris-Dakar. De nombreux professionnels de la musique reconnaissent dans cet album le meilleur de Daniel Balavoine, et en premier lieu l'intéressé lui-même. Le chanteur aurait dit à Monique Le Marcis, directrice de la programmation de RTL : « J'aime tellement cet album que j'aimerais que ce soit le dernier »,.
Écrites et composées par Balavoine et réalisées par Andy Scott, la quasi-totalité des chansons de l'album traitent d'un thème politique ou social :
L'Aziza, le plus gros tube de l'album, porte sur la tolérance et le rapport à l'étranger, à travers l'histoire personnelle de Balavoine, marié à une juive née au Maroc, Corinne.
Tous les cris les SOS, évoque la souffrance qu'engendre la solitude contemporaine. 
Sauver l'amour évoque la misère dans le tiers monde, notamment la famine qui, à l'époque, touchait surtout l'Éthiopie, et les conflits comme la guerre d'Iran/Irak.
Petite Angèle fait allusion à l'adolescence incomprise.
Petit homme mort au combat raconte la condition des enfants-soldats dans le conflit Iran/Irak, notamment.
Un enfant assis attend la pluie relate le destin tragique d'un petit Éthiopien confronté à la famine et à la sécheresse en cet été 1985 (au cours duquel les chanteurs internationaux s'unissent dans un même concert au stade de Wembley pour récolter des fonds destinés à l'aide humanitaire en Éthiopie).
L'introduction musicale est empruntée à la chanson d'Yves Simon Ma jeunesse s'enfuit. La musique de cette chanson accompagnera le chanteur sur le chemin de sa dernière demeure, lors de ses obsèques à Biarritz en janvier 1986.
L'album vaudra un honneur posthume à Daniel Balavoine : celui de la Victoire de la musique du meilleur album de l'année en 1986.

## Critiques
Evelyne Reb dans Paroles et Musique en 1985 : « Avec cet album, il nous prend par le cœur et nous emmène dans ce tourbillon fantastique. On ne sait pas où il nous conduit, mais on y va, entrainés par des refrains qui ne nous quittent plus parce qu'ils mêlent avec élégance des airs faciles et des sons sophistiqués. Balavoine a surmonté les maladresses du passé pour atteindre l'harmonie, l'équilibre, chanson après chanson ... ».

## Liste des chansons
Toutes les chansons sont écrites et composées par Daniel Balavoine.
| 1.    | Aimer est plus fort que d'être aimé | 4:10 |
| 2.    | Tous les cris les S.O.S.            | 5:07 |
| 3.    | L'Aziza                             | 4:21 |
| 4.    | Le blues est blanc                  | 3:36 |
| 5.    | Sauver l'amour                      | 4:25 |
| 6.    | Petite Angèle                       | 4:45 |
| 7.    | Petit Homme mort au combat          | 4:58 |
| 8.    | Ne parle pas de malheur             | 4:33 |
| 9.    | Un enfant assis attend la pluie     | 5:56 |
| 41:51 |                                     |      |

## Classements et certifications
| Classement (1985-86) | Meilleure position |
| -------------------- | ------------------ |
| France (SNEP),       | 1                  |

| Classement (2016) | Meilleure place |
| ----------------- | --------------- |
| France (SNEP)     | 175             |

| Classement (1985) | Meilleure position |
| ----------------- | ------------------ |
| France (SNEP)     | 3                  |

| Pays          | Certification | Date | Ventes certifiées |
| ------------- | ------------- | ---- | ----------------- |
| France (SNEP) | Or            | 1985 | 100 000           |

## Crédits

### Musiciens
- Daniel Balavoine : chant, claviers
- Matt Clifford : claviers
- Joseph Hammer : batterie
- John Woolloff : guitares, basse
- René Morizur : saxophone
- Alice Terell, Diane Dupuis, Roger Secco, Yves Chouard, Jo Paula Moore : chœurs
- Hervé Limeretz : arrangements

### Réalisation
- Andy Scott : réalisation
- Frédéric Defaye : assistant
- Ken Browar : photos
- Jean-Paul Théodule : maquette intérieure
- Bill Butt et Haymo Kindler : design - conception pochette pour Liaison Internationale